# Bisbat de Lleida
El bisbat de Lleida és una demarcació de l'església catòlica a Catalunya. Comprèn les comarques del Segrià, la Noguera (parcialment), el Pla d'Urgell (parcialment), les Garrigues (parcialment), l'Alta Ribagorça (parcialment) i alguns pobles del Pallars Jussà.

## Estructura
La diòcesi de Lleida ocupa una superfície de 2.887,10 km² i limita amb les diòcesis aragoneses de Barbastre-Montsó i de Saragossa així com les diòcesis del Principat de Solsona, Tarragona, Tortosa i Urgell.
Les divisions de la diòcesi de Lleida a finals del 2013 eren les següents:
- Arxiprestat del Baix Segre, amb 17 parròquies.
- Arxiprestat del Baix Urgell - les Garrigues, amb 25 parròquies.
- Arxiprestat de Gardeny, amb 9 parròquies.
- Arxiprestat de la Perifèria (de Lleida), amb 5 parròquies.
- Arxiprestat de Segrià - la Noguera - la Ribagorça, amb 59 parròquies.
- Arxiprestat de la Seu Vella (de Lleida), amb 10 parròquies.

## Segregació de la Franja de Ponent del bisbat de Lleida

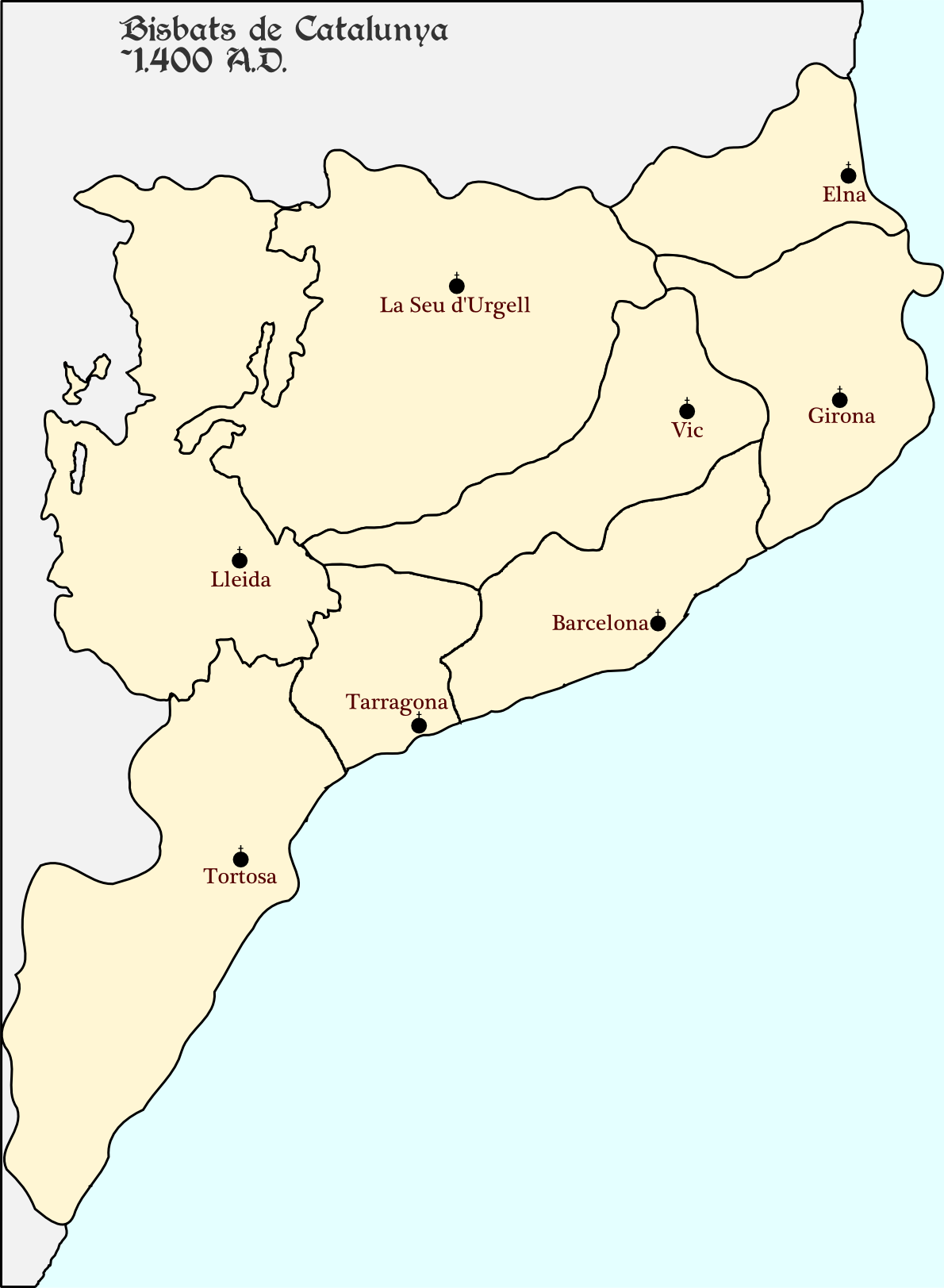
Bisbats catalans al S.XV

Tradicionalment el Bisbat de Lleida incloïa les comarques de la Franja de Ponent, a excepció de la zona de Beseit i Vallderoures al Matarranya. La segregació es va iniciar durant la dictadura Franquista i culminà durant la transició democràtica. La persistència de l'episcopat espanyol, acompanyada de la passivitat i indiferència del poble i autoritats catalanes, va acabar amb 800 anys d'homogeneïtat del Bisbat de Lleida, separant la Franja de Ponent del seu territori històric i cultural i incorporant-la a un nou bisbat situat fora de l'àmbit cultural català.
La segregació es va fer en tres fases, els anys 1955, 1995 i 1998, culminant amb un litigi arran de les obres d'art dipositades al Museu Diocesà de Lleida.

### Primera etapa
El 2 de setembre de 1955 el Decret de la Sagrada Congregació Consistorial Cesaraugustanae et aliarum -Saragossa i altres- modificà, entre d'altres, la diòcesi de Lleida. Així l'any 1956 el Bisbat de Lleida s'agregava el municipi de Maials (fins llavors pertanyent al Bisbat de Tortosa) i perdia alhora Mequinensa i Faió en favor de l'arxidiòcesi de Saragossa.

### Segona etapa
El 17 de setembre de 1995, quan va entrar en vigor el decret Ilerdensis et Barbastrensis de finum mutatione, 84 parròquies del Bisbat de Lleida a la Ribagorça, la Llitera i el Baix Cinca havien de passar immediatament al bisbat de Barbastro-Monzón, seguides de 27 parròquies més el 15 de juny de 1998.
Arran de la segregació va començar una polèmica al voltant de la col·lecció d'obres d'art procedents de les parròquies de la Franja de Ponent que es trobaven al Museu Diocesà de Lleida. Segons els que varen publicar manifests oposant les mesures de l'episcopat espanyol, tot el procés de la segregació de les parròquies i demanda de devolució de les obres d'art hi ha una intenció de minvar Catalunya i de reafirmació del centralisme de l'estat espanyol que només es percep com a unitari.

## Preveres i Comunitats Religioses
Hi ha un total de 69 preveres i 34 comunitats religioses.

## Estadístiques
| any  | població | població | població | sacerdots | sacerdots       | sacerdots       | sacerdots             | diaques | religiosos | religiosos | parroquies |
| any  | batejats | total    | %        | total     | clergat secular | clergat regular | batejats por sacerdot | diaques | homes      | dones      | parroquies |
| ---- | -------- | -------- | -------- | --------- | --------------- | --------------- | --------------------- | ------- | ---------- | ---------- | ---------- |
| 1950 | 222.707  | 222.967  | 99,9     | 163       | 162             | 1               | 1.366                 |         | 60         | 360        | 261        |
| 1970 | 256.722  | 258.422  | 99,3     | 265       | 210             | 55              | 968                   |         | 164        | 506        | 225        |
| 1980 | 249.177  | 251.052  | 99,3     | 225       | 173             | 52              | 1.107                 |         | 87         | 442        | 233        |
| 1990 | 249.955  | 253.001  | 98,8     | 200       | 155             | 45              | 1.249                 | 5       | 76         | 378        | 235        |
| 1999 | 191.275  | 194.693  | 98,2     | 143       | 107             | 36              | 1.337                 | 2       | 61         | 205        | 126        |
| 2000 | 189.717  | 192.855  | 98,4     | 146       | 110             | 36              | 1.299                 | 2       | 61         | 200        | 126        |
| 2001 | 187.908  | 192.430  | 97,7     | 141       | 110             | 31              | 1.332                 | 2       | 56         | 214        | 126        |
| 2002 | 190.461  | 195.496  | 97,4     | 146       | 108             | 38              | 1.304                 | 2       | 60         | 214        | 126        |
| 2003 | 192.835  | 196.373  | 98,2     | 140       | 101             | 39              | 1.377                 | 2       | 58         | 207        | 126        |
| 2004 | 192.592  | 196.996  | 97,8     | 141       | 102             | 39              | 1.365                 | 2       | 62         | 211        | 126        |
| 2016 | 203.520  | 236.953  | 85,9     | 118       | 85              | 33              | 1.724                 | 5       | 50         | 138        | 126        |